# Albatros D.IV
Albatros D.IV là một loại máy bay tiêm kích thử nghiệm của Đức trong Chiến tranh thế giới I.

## Tính năng kỹ chiến thuật
Dữ liệu lấy từ German Aircraft of the First World War & The Complete Book of Fighters
Đặc tính tổng quan
- Kíp lái: 1
- Chiều dài: 7,33 m (24 ft 1 in)
- Sải cánh: 9,05 m (29 ft 8 in)
- Chiều cao: 2,59 m (8 ft 6 in)
- Diện tích cánh: 20,50 m2 (220,7 foot vuông)
- Động cơ: 1 × Mercedes D.III , 120 kW (160 hp)
- Cánh quạt: 2-lá

Hiệu suất bay
- Vận tốc cực đại: 165 km/h (103 mph; 89 kn)
- Tầm bay: 350 km (217 mi; 189 nmi)
- Vận tốc lên cao: 2,6 m/s (510 ft/min)
- Thời gian lên độ cao: 5,000 m (16 ft) trong 32 phút